# Chijindu Ujah
Chijindu Andre Ujah (Londres, 5 de marzo de 1994) es un deportista británico que compite en atletismo, especialista en las carreras de relevos.
Ganó una medalla de oro en el Campeonato Mundial de Atletismo de 2017 y dos medallas de oro en el Campeonato Europeo de Atletismo, en los años 2016 y 2018.
Participó en dos Juegos Olímpicos de Verano, en Río de Janeiro 2016 ocupó el quinto lugar en el relevo 4 × 100 m y en Tokio 2020 obtuvo la medalla de plata en la misma prueba, que perdió posteriormente por dopaje de uno de los componentes del relevo.

## Palmarés internacional
| Juegos Olímpicos   | Juegos Olímpicos         | Juegos Olímpicos | Juegos Olímpicos |
| Año                | Lugar                    | Medalla          | Prueba           |
| ------------------ | ------------------------ | ---------------- | ---------------- |
| 2020               | Tokio (Japón)            | DSC              | 4 × 100 m        |
| Campeonato Mundial |                          |                  |                  |
| Año                | Lugar                    | Medalla          | Prueba           |
| 2017               | Londres (Reino Unido)    | Medalla de oro   | 4 × 100 m        |
| Campeonato Europeo |                          |                  |                  |
| Año                | Lugar                    | Medalla          | Prueba           |
| 2016               | Ámsterdam (Países Bajos) | Medalla de oro   | 4 × 100 m        |
| 2018               | Berlín (Alemania)        | Medalla de oro   | 4 × 100 m        |